# Siegburger Freilichtspiele
Die Siegburger Freilichtspiele waren ein Theaterfestival in Siegburg.
2004 wurden auf dem Michaelsberg in Siegburg im Hof der Benediktinerabtei St. Michael die Siegburger Freilichtspiele ins Leben gerufen. Initiator war der Schauspieler Jörg Kaehler. Er musste ohne Subventionen auskommen. Das Unternehmen trug sich im Wesentlichen selbst, durch die verkauften Eintrittskarten. Die Stücke, die Kaehler herausbrachte, waren personenreich, die Ausstattung opulent. Gespielt wurden Werke von Hofmannsthal, Goethe, Rostand, Shakespeare und Goldoni. Alle Stücke wurden von Kaehler inszeniert, der auch als Schauspieler in Erscheinung trat, etwa als alter Faust oder als Bruder Lorenzo in „Romeo und Julia“. Nach 2010 mussten die Spiele beendet werden, da sich das Kloster auflöste.

## Gespielte Werke
- 2004/05 Jedermann (Titelrolle: Richard Hucke)
- 2006 Mirandolina (Titelrolle: Sibylle Kuhne)
- 2007 Faust I (Titelrolle: Jörg Kaehler / Gunter Heun, Gretchen: Beatrice Kaps-Zurmahr, Mephisto: Walter Gontermann)
- 2008 Romeo und Julia (Titelrollen: Vanessa Rose, Bernhard Koessler-Dirsch)
- 2009 Cyrano de Bergerac (Titelrolle: Holger Irrmisch)
- 2010 Jedermann (Titelrolle: Richard Hucke)